# Ryan Longman
Ryan James Longman (Redhill, 6 novembre 2000) è un calciatore inglese, attaccante del Wrexham.

## Carriera
Cresciuto nel settore giovanile del Brighton, esordisce in prima squadra il 25 settembre 2019, nella partita di Coppa di Lega persa per 1-3 contro l'Aston Villa. Il 26 agosto 2020 viene ceduto a titolo temporaneo all'AFC Wimbledon; il 7 luglio 2021 passa, sempre in prestito, all'Hull City. Il 31 gennaio 2022 viene acquistato a titolo definitivo dalle Tigers, con cui si lega fino al 2025.
Nel 2025 si trasferisce ai gallesi del Wrexham, neopromossi nella seconda divisione inglese.

## Statistiche

### Presenze e reti nei club
Statistiche aggiornate al 10 novembre 2022.
| Stagione         | Squadra          | Campionato       | Campionato | Campionato | Coppe nazionali | Coppe nazionali | Coppe nazionali | Coppe continentali | Coppe continentali | Coppe continentali | Altre coppe | Altre coppe | Altre coppe | Totale | Totale |
| Stagione         | Squadra          | Comp             | Pres       | Reti       | Comp            | Pres            | Reti            | Comp               | Pres               | Reti               | Comp        | Pres        | Reti        | Pres   | Reti   |
| ---------------- | ---------------- | ---------------- | ---------- | ---------- | --------------- | --------------- | --------------- | ------------------ | ------------------ | ------------------ | ----------- | ----------- | ----------- | ------ | ------ |
| set. 2019        | Brighton         | PL               | -          | -          | FACup+CdL       | 0+1             | 0               | -                  | -                  | -                  | -           | -           | -           | 1      | 0      |
| 2020-2021        | AFC Wimbledon    | FL1              | 44         | 8          | FACup+CdL       | 2+1             | 0               | -                  | -                  | -                  | EFLT        | 5           | 1           | 52     | 9      |
| 2021-2022        | Hull City        | FLC              | 35         | 4          | FACup+CdL       | 1+0             | 1+0             | -                  | -                  | -                  | -           | -           | -           | 36     | 5      |
| 2022-2023        | Hull City        | FLC              | 15         | 2          | FACup+CdL       | 0+0             | 0               | -                  | -                  | -                  | -           | -           | -           | 15     | 2      |
| Totale Hull City | Totale Hull City | Totale Hull City | 50         | 6          |                 | 1               | 1               |                    | -                  | -                  |             | -           | -           | 51     | 7      |
| Totale carriera  | Totale carriera  | Totale carriera  | 94         | 14         |                 | 5               | 1               |                    | -                  | -                  |             | 5           | 1           | 104    | 16     |